# 古爾王
古尔王（？—286年）是朝鲜三国之一的百济的第8位国王。他是第4位国王盖娄王的次子和第5位国王肖古王的弟弟。

## 背景

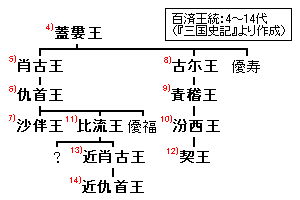
三国史记中的百济世系

自第六位国王仇首王去世后，仇首王的长子沙伴王继位，但被证实因为太过年轻，不足以胜任国王。于是古尔王废黜了沙伴王成为国王。
一些学者解释朝鲜史书三国史记与三国遗事道古尔是肖古王的舅舅（“초고왕모제(肖古王母弟)”），暗指他是乌台—沸流王的后代，而不是传统上认为的百济开国君主温祚王的直系后裔。《三国史记》百济本记中认为百济创建者为沸流王，非温祚王。沸流王与温祚王的父亲是优台，而优台是北扶余王解扶娄之庶孙。
中国史书周书和隋书称“仇台”是百济的开国君主（“有仇台者，始国于带方。”），一些学者相信“仇台”事实上是古尔王，为乌台—沸流王的后代，是王国的真正的开国君主。所以才有百济始祖有沸流王和温祚王两种说法。

## 统治
人们普遍认为，古尔王让百济中央集权，为国家的形成打下基础。
在登上王位之后，他就立马建立一个中央军事部门，以平定某些地区的某些家族的叛乱。“三国史记”也记录到在260年时，他建立了一个由六位大臣构成的中央政府，设定了十六个阶级和礼法，虽然整个制度在他的统治时期之后才完善。 
在262年，据说他制订了针对贪污的规章制度，要贪污的官员向政府缴纳三倍于赃款的罚金。他也安排首都南部耕地的耕种。

## 外交关系
在古尔王的统治下，百济征服了汉江流域巩固了在朝鲜半岛西南部马韩地区的统治。古尔王还屡次东征新罗。
百济对中国曹魏的政策由防御性态度改为进攻性。当魏军东平公孙渊，将势力渗透至汉江流域时，古尔王北征乐浪郡和带方郡，
根据《三国志》和《三国史记》，記載魏正始七年（246年）當幽州刺史毌丘儉、玄菟郡太守王頎、樂浪郡太守劉茂與帶方郡太守弓遵 在進行曹魏與高句麗的戰爭時，百濟的古爾王乘隙派遣將領真忠偷襲搶勒樂浪郡邊民。樂浪郡太守劉茂大怒，古爾王怕魏國征討，歸返其擄民。。